# André Goüin
 (mars 2018).
Pour les autres membres de la famille, voir Famille Goüin.
André Goüin, né le 11 octobre 1879 à Paris et mort en avril 1948 au château de la Plaine, à Fondettes, est un banquier et mécène français.

## Biographie
André Goüin est le fils du banquier Louis Goüin (1843-1908), administrateur de la Compagnie parisienne de distribution d'électricité (CPDE), et de Thérèse Cottin, petite-fille d'Alexandre Pierre Cottin.
Il rentre dans la Banque de Paris et des Pays-Bas, dont son grand-père, Eugène Goüin, est le cofondateur et président.
Au mois de juin 1907, son grand-père l'envoie en mission au Japon avec le sous-directeur Horace Finaly et l'ingénieur Louis Godard, afin d'y développer la coopération franco-japonaise. Il y reste presque un an, rentrant en France en mai 1908,. L'année suivante, il est nommé sous-directeur de la Banque de Paris et des Pays-Bas, dont il est également le fondé de pouvoir. Il assure ces fonctions jusqu'en 1925, année où il quitte la BPPB en tant que directeur honoraire pour reprendre la direction de la banque familiale à Tours.
Il continuera d'y exercer les fonctions d’assesseur ou de scrutateur de l'assemblée générale des actionnaires, en qualité de l'un des plus forts actionnaires de la Banque de Paris et des Pays-Bas.
Par ailleurs, il est commissaire aux comptes de la Société française des charbonnages du Tonkin, censeur de la Caisse centrale des dépôts et virements de titres (CCDVT), ainsi que membre du conseil d'administration de la Banque des pays de l'Europe centrale, de la Dai Ichi Kokuritsu Ginkō (en), de la Banque franco-polonaise, des Chemins de fer de la région de Buenos-Aires, de la Compagnie générale franco-hébridaise, de la Compagnie agricole et minière des Nouvelles-Hébrides, etc.
Il se marie en 1924 avec Marcelle Luc, veuve de Jacques Papin (fils de Robert Papin (1848-1926), président de la Société sportive d'encouragement, et beau-frère de Henry Cravoisier), fille du banquier Albert Luc (banque A. Luc & Cie) qui avait assuré la francisation du capital des Charbonnages du Tonkin en 1895. Elle sera présidente du conseil des dames de la Société de secours aux blessés militaires d'Indre-et-Loire. Ils auront six enfants, dont l'historienne de l'art Maddy Ariès.
Rentré en Touraine, il s'implique grandement dans la vie locale, devenant maire de Fondettes, de 1925 à 1944, et conseiller général d'Indre-et-Loire (canton Tours-Nord), de 1928 à 1940, sous l'étiquette URD. Il est vice-président du Conseil général d'Indre-et-Loire.

Ex-libris d'André Goüin.

Président de la Société des amis des arts et du conseil d'administration de la Société archéologique de Touraine, il offre à cette dernière la somme de 125 000 francs nécessaire à l'acquisition de l'hôtel de Jean Galland à Tours, afin d'en faire le siège de la société. Il finance également la restauration de l'hôtel Goüin, lourdement détruit par les bombardements en 1940, et dont sa famille avait fait don à la Société archéologique de Touraine quelques années auparavant.
Durant la Seconde Guerre mondiale, il accueille le président du Sénat Jules Jeanneney et sa famille, en son château de la Plaine, qui devient le temps de quelques jours la résidence officielle de la présidence du Sénat.
Il est également membre du Cercle de l'Union artistique et du Comité France-Amérique
Il reçoit la Légion d'honneur et la croix de guerre 1914-1918.

## Publications
- Souvenirs sur Jules Cambon, éditions Mame, 1936.

## Pour approfondir